# Radeanske, Solone
Radeanske (în ucraineană Радянське) este un sat în comuna Șîroke din raionul Solone, regiunea Dnipropetrovsk, Ucraina.

## Demografie
Componența lingvistică a localității Radeanske
     Ucraineană (94,74%)
     Rusă (3,95%)
Conform recensământului din 2001, majoritatea populației localității Radeanske era vorbitoare de ucraineană (94,74%), existând în minoritate și vorbitori de rusă (3,95%).